# 船尾駅
船尾駅（ふなおえき）は、福岡県田川市大字弓削田にある、九州旅客鉄道（JR九州）後藤寺線の駅である。駅番号はJJ05。

## 歴史
- 1922年（大正11年）2月5日：九州産業鉄道（後の産業セメント鉄道）当駅 - 起行駅間開業により、貨物駅として開設[1][2]。
- 1926年（大正15年）7月15日：当駅 - 赤坂炭坑間延伸開業。旅客扱い開始（一般駅となる）[2]。
- 1943年（昭和18年）7月1日：産業セメント鉄道が戦時買収により国有化され、後藤寺線の駅となる[2][3]。
- 1984年（昭和59年）2月1日：駅員無配置駅となる[4][5]。
- 1987年（昭和62年）4月1日：国鉄分割民営化によりJR九州が継承[6]。

## 駅構造
単式ホーム1面1線を有する地上駅。かつては石灰石の積出し駅として多数の機関車が駅構内で使われており活況であったが今はただ広い構内が残るのみである。無人駅。
以前は、二階建てのひなびた雰囲気のある駅舎に、周辺のセメント工場からのちりが積もって構内が真っ白になった異様なさまが鉄道ファンによく知られていた存在だったが、現在は駅舎は撤去され、小さな待合室があるのみとなっている。

## 輸送量・収入
| 年度 | 九州産業→産業セメント | 九州産業→産業セメント | 九州産業→産業セメント | 九州産業→産業セメント |
| 年度 | 旅客（人）            | 貨物（トン）          | 旅客（円）            | 貨物（円）            |
| ---- | --------------------- | --------------------- | --------------------- | --------------------- |
| 1924 |                       | 129,201               |                       | 21,412                |
| 1928 | 42,025                | 210,183               | 2,786                 | 26,242                |
| 1931 | 27,076                | 223,076               | 3,205                 | 112,748               |
| 1935 | 112,809               | 1,393,571             | 11,125                | 312,684               |

- 福岡県統計書各年度版より

## 駅周辺

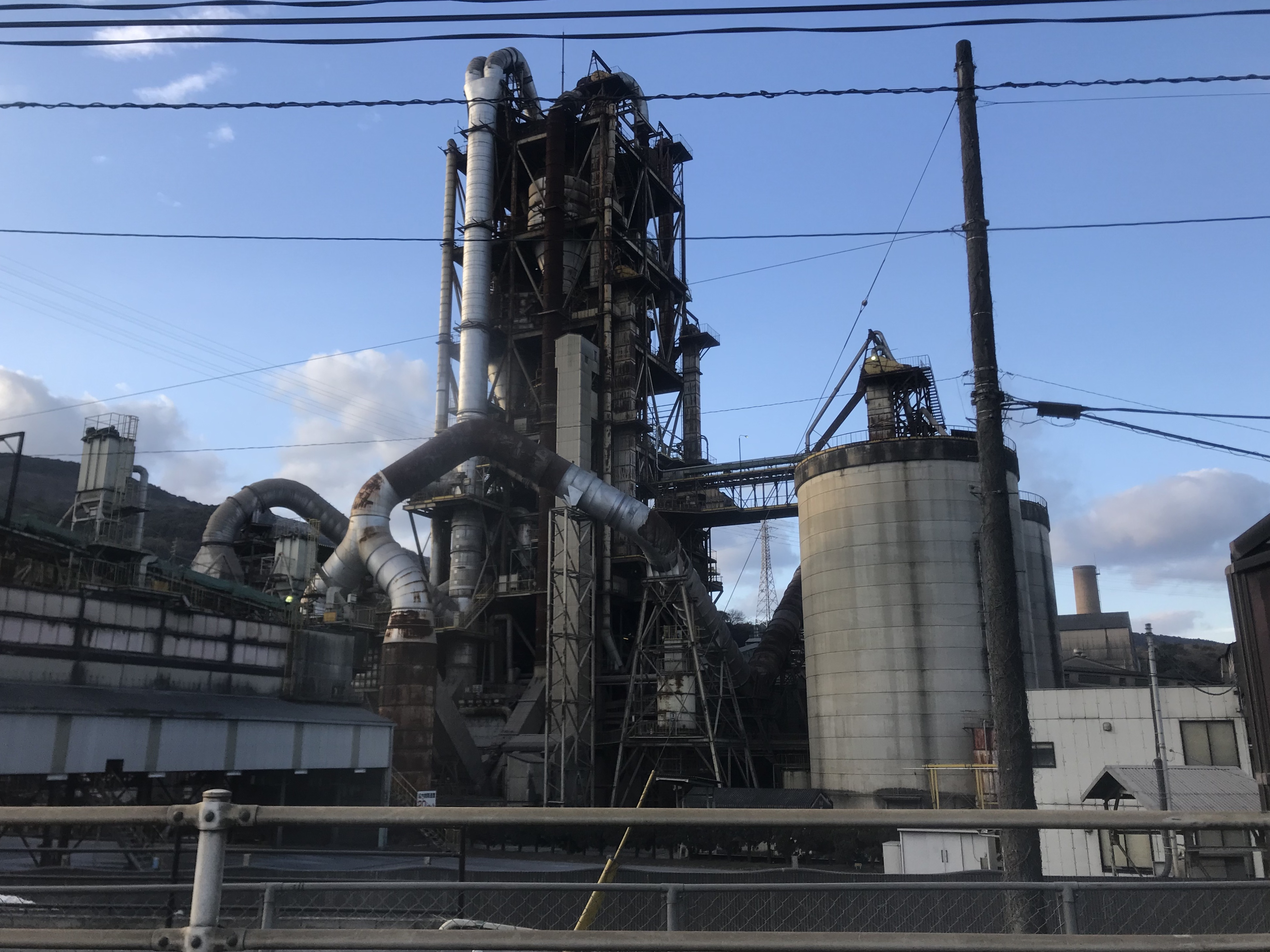
麻生セメント（2018年1月、駅に停車中の列車内より）

当駅の周辺に立地する石灰石鉱山や麻生セメントの工場は現在でも操業中であり、駅周囲は大半が鉱山や工場の敷地となっており住宅や商店などはない。ただし公道上は自由に通行することが可能であり、駅の北東側と南東側の工場・鉱山敷地の外側には住宅や商店などが点在する。
- 麻生セメント田川工場
- 大山祇神社・産業神社
- 船尾鉱山
- 船尾神社
- 関の山鉱山

以下は工場・鉱山の外側に立地する。
- 田川船尾郵便局
- 船尾武道館（旧・田川市立船尾小学校）
- 田川産業
- 道の駅いとだ
- 中村美術館

## 隣の駅
九州旅客鉄道（JR九州）
 後藤寺線
■快速
通過
■普通
筑前庄内駅 (JJ04) - 船尾駅 (JJ05) - 田川後藤寺駅 (JJ06)